# Mykola Oustymovytch
Mykola Oustymovytch (en ukrainien : Микола Устимович né en 1863 et mort en 1918) est un homme d'État ukrainien, qui occupa brièvement le poste de Premier ministre au sein de l'Hetmanat. Il fut remplacé par Mykola Vasylenko.
Après l'arrivée au pouvoir de l'hetman Pavlo Skoropadsky, la constitution d'un gouvernement lui a été confiée. Il fut le premier à être à la tête du Conseil des ministres. En collaboration avec l'hetman Pavlo Skoropadsky, il signa la Loi sur le système de l'État temporaire de l'Ukraine. Il démissionna de son poste notamment en raison de la réticence de certains socialistes ukrainiens de participer à la formation d'un gouvernement. Mykola Oustymovytch fut tué par des insurgés en automne 1918 lors du soulèvement contre l'Hetmanat.